# Transístor de película fina

Funcionamento de monitores TFT.

Transístor de película fina (sigla TFT, em inglês: thin-film transistor) é feito pelo depósito de finas películas para os contactos metálicos, as camadas semicondutoras activas e as camadas isolantes.
A sua principal aplicação é em desenho de ecrãs planos, um tipo de LCD (monitores de cristais líquidos). Os TFT são a melhor variante da tecnologia LCD e são mais flexíveis, pois cada pixel é controlado individualmente. Isto é conseguido através do uso de vários transístores. Desde 2004 que este tipo de tecnologia tem fornecido os LCD com a maior resolução.
A maioria dos TFTs não são transparentes eles próprios, mas os seus electrodos e interconectores podem ser. Os primeiros TFTs transparentes, baseados em óxido de zinco foram inventados em 2003 pelos pesquisadores da Universidade do Estado Americano do Oregon (Oregon State University).
Entretanto, o laboratório português CENIMAT da Universidade Nova de Lisboa, descobriu uma forma de produzir estes materiais à temperatura ambiente, tendo feito o primeiro TFT absolutamente transparente à temperatura ambiente. Também conseguiu desenvolver o primeiro transístor em papel, o que abre caminho para capas de revistas e jornais com imagens em movimento.